# Stowarzyszenie Katolickiej Młodzieży Akademickiej „Odrodzenie”
Stowarzyszenie Katolickiej Młodzieży Akademickiej „Odrodzenie” – organizacja studencka powstała w 1919.

## Historia (do 1946)
Członkowie wywodzili się ze środowisk polskiej młodzieży działającej przed I wojną światową. Przede wszystkim były to: ruch prądowy – „Prądowcy” z Warszawy, ruch filarecki z Wilna oraz „Polonia” z Krakowa.
Pierwsze koło Stowarzyszenia Młodzieży Akademickiej – SMA (od kongresu Stowarzyszenia 17-19 listopada 1929 pod nazwą Stowarzyszenie Katolickiej Młodzieży Akademickiej – SKMA) powstało w Warszawie (1919), drugim było koło w Lublinie, którego duchowym przywódcą  - a od 1930 opiekunem - był ks. prof. Antoni Szymański - wieloletni rektor KUL. W maju 1920 roku powstało trzecie koło SMA w Poznaniu. W następnym roku, w czerwcu, powstało koło SMA w Wilnie, a 27 października 1921 powstało koło SMA we Lwowie.
Koło SMA w Krakowie powstało w 1921. W tym czasie istniało na Uniwersytecie Jagiellońskim Stowarzyszenie Akademickie (SA) „Odrodzenie”. Po powstaniu SMA „Odrodzenie” w Krakowie funkcjonowały dwa „Odrodzenia”. Według Z. Wędrychowskiego bazę wyjściową krakowskiego SMA „Odrodzenie” stanowił konserwatywny dziennik „Czas” i szkoła historyczna „Stańczyków”. Po pewnym czasie doszło do nawiązania kontaktów pomiędzy „Polonią” a SMA „Odrodzenie”, na których na czele stali Juliusz Stanisław Leo, syn prezydenta Krakowa – Juliusza Leo, oraz Iwo Jaworski - syn profesora Władysława Leopolda Jaworskiego – wybitnego konserwatysty. Przywódcy obu stowarzyszeń postanowili je połączyć. 1 grudnia 1921 SMA „Odrodzenie” na nadzwyczajnym walnym zebraniu, a „Polonia” 14 stycznia 1922, również na nadzwyczajnym walnym zebraniu, uchwaliły połączenie się pod wspólną nazwą „Odrodzenie” Stowarzyszenie Młodzieży Akademickiej UJ w Krakowie.
SKMA zajmowało się życiem religijnym i pracą intelektualną (m.in. problemami filozoficzno-religijnymi, społeczno-gospodarczymi, narodowymi, chrześcijańsko-społecznymi, mesjanistycznymi) młodzieży akademickiej. Współpracowało z Akcją Katolicką. Wydawało czasopisma, między innymi: Prąd, Świat Akademicki, Vox Universitatis, Nurty, Dyszel w Głowie, Odrodzenie.
Pod koniec II wojny światowej próbowano odbudować SKMA. 23 kwietnia 1944 odbyło się spotkanie „Odrodzenia” w Warszawie. Jego uczestnikami byli m.in.: ks. Stefan Wyszyński, o. Michał Czartoryski, Krystyna Popiel, Wacław Sobański, Teresa Rylska. Podjęto próbę zorganizowania młodzieży przy Stronnictwie Pracy, jednak zakończyła się ona w 1946 wraz z zawieszeniem działalności Stronnictwa Pracy przez Karola Popiela.
Stowarzyszenie zostało reaktywowane na przełomie lat 1988/1989, najpierw w Warszawie (28 grudnia 1988), i w Krakowie, później także w innych miastach (Łódź, Białystok).

## Członkowie SKMA „Odrodzenie” (przedwojennego)
- Adam Kazimierz Bilik
- Jan Franciszek Czartoryski
- Henryk Dembiński (działacz społeczny)
- Czesław Martyniak[6]
- Helena Janczewska[6]
- Tadeusz Manteuffel
- Zygmunt Martyniak[7]
- Kazimierz Osuchowski[8]
- Stanisław Stomma
- Stefan Swieżawski
- Jan Szeptycki
- Jerzy Turowicz
- Stefan Wyszyński

## Stowarzyszenie Katolickiej Młodzieży Akademickiej w Warszawie (reaktywowane)
Powstało 28 grudnia 1988 roku w Warszawie. Od początku związane jest z Duszpasterstwem Akademickim przy kościele Świętej Anny.
Stowarzyszenie nie ma charakteru politycznego. SKMA jest reprezentowane w Parlamencie Studenckim oraz bierze udział w pracach m.in. Forum Kobiet Polskich. Jest to organizacja non-profit – korzysta z dofinansowania MENiS, Ministerstwa Kultury, władz samorządowych i prywatnych sponsorów.
Celem SKMA jest kształtowanie indywidualnych i społecznych postaw młodzieży akademickiej zgodnie z zasadami Kościoła katolickiego w taki sposób, aby upowszechniać jej zaangażowanie w życie społeczności akademickiej, narodu i społeczeństwa.
Stowarzyszenie prowadzi swoją działalność poprzez sekcje tematyczne. Najważniejsze z nich to sekcje: międzynarodowa, krajowa, informacyjna i liturgiczno-formacyjna.
Współpracuje z takimi organizacjami jak: Lingua Franca (Anglia), Heinrich Pesch Haus (Niemcy), European Catholic University Students Assosation (Hiszpania), Catholic Students Union (Szkocja).

### Cele
Zgodnie z Art. 8 statutu celem Stowarzyszenia jest kształtowanie, zgodnie z zasadami głoszonymi przez Kościół Katolicki, indywidualnych i społecznych postaw młodzieży akademickiej, dla upowszechnienia jej zaangażowania w życie społeczności akademickiej, narodu i społeczeństwa w szczególności poprzez:
1. szerzenie chrześcijańskich zasad etycznych, dotyczących życia indywidualnego, rodzinnego, społecznego i państwowego;
2. udział w życiu publicznym w oparciu o katolicką naukę społeczną;
3. samokształcenie;
4. wychowanie zgodnie z polską tradycją religijną i narodową;
5. propagowanie kultury chrześcijańskiej.

### Działalność
- uczestnictwo we Mszach Św. i spotkaniach w Kościele Akademickim św. Anny
- uczestnictwo w wyjazdowych rekolekcjach
- uczestnictwo w Akademickiej Pielgrzymce Metropolitalnej
- organizacja wykładów ogólnouniwersyteckich i paneli dyskusyjnych
- wydawanie gazetki „Nihil obstat”
- organizacja kursów tańca
- wspólne uczestnictwo w przedsięwzięciach kulturalnych
- organizacja obozów zerowych (dla studentów I roku) i zimowych
- zaangażowanie w działalność na zasadzie wolontariatu

## Stowarzyszenie Katolickiej Młodzieży Akademickiej w Krakowie (reaktywowane)
Zostało formalnie reaktywowane w grudniu 1988 roku i jest jedną z najdłużej działających organizacji na Uniwersytecie Jagiellońskim. Oprócz UJ, stowarzyszenie ma przedstawicielstwa na Akademii Górniczo-Hutniczej, Akademii Pedagogicznej, Krakowskiej Szkole Wyższej oraz Wyższej Szkole Zarządzania i Bankowości w Krakowie. Zrzesza studentów oraz absolwentów tych uczelni.
Cele statutowe Stowarzyszenia realizowane są poprzez udział w życiu publicznym w oparciu o chrześcijański system wartości, kształtowanie światopoglądów i opinii młodych ludzi w duchu katolicyzmu, demokracji i tolerancji oraz organizację różnego rodzaju konferencji, seminariów, dyskusji, spotkań.

### Cele
Celem Stowarzyszenia jest działalność na rzecz kształtowania postaw młodzieży katolickiej w dobie postępującej globalizacji i informatyzacji społeczeństwa oraz rozwoju kapitalizmu i społeczeństwa konsumpcyjnego, realizowana poprzez:
1. udział w życiu publicznym w oparciu o chrześcijański system wartości,
2. kształtowanie światopoglądów i opinii młodych ludzi w duchu katolicyzmu, demokracji i tolerancji,
3. propagowanie wartości społecznej nauki Kościoła.
4. współpracę i umacnianie więzi z organizacjami katolickimi z Polski i Europy.

Stowarzyszenie współpracuje między innymi z Samorządem Studentów UJ, Unią Studentów AP, Młodymi Konserwatystami.
Działalność Stowarzyszenia jest adresowana do studentów i licealistów, którzy prędzej czy później zetkną się bądź to z rynkiem pracy, bądź też będą chcieli nabyć umiejętności i kontakty, których nie zdobędą w szkole lub na uczelni.

### Działalność
- organizowanie debat o tematyce społecznej, między innymi SKMA organizowała debaty na temat Wolnych mediów w „IV RP”. w której udział brali twórcy programu Teraz my! – Tomasz Siekielski i Andrzej Morozowski, Krzysztof Skowroński, Marek Zając; Parlamentu Europejskiego, wśród prelegentów byli między innymi Bogusław Sonik, Bogdan Klich, Bogdan Pęk, Czesław Siekierski, Janka Burianova, Arpad Bende.
- czynny udział w życiu kulturalnym Krakowa, poprzez organizowanie wernisaży, przede wszystkim młodych fotografów – wernisaże najczęściej są organizowane w CafeSzafe i w Piwnicy pod Baranami
- szeroko rozumiana działalność charytatywna min. przeprowadzanie zbiorek żywności dla biednych rodzin, w okresie przed świątecznym – akcje noszą nazwy Radosna Gwiazdka i Radosny Zajączek, organizowanie koncertów charytatywnych.
- organizowanie wyjazdów dla studentów uczelni na których działa SKMA
- organizowanie corocznego „Balu Niepodległości”. od 2004 roku bal jest organizowany w Piwnicy pod Baranami.